# Porellaceae
Porellaceae là một họ rêu trong bộ Jungermanniales.